# Leif Panduro
Leif Panduro (ur. 18 kwietnia 1923 we Frederiksbergu, zm. 16 stycznia 1977 w Asserbo) – duński pisarz.

## Życiorys

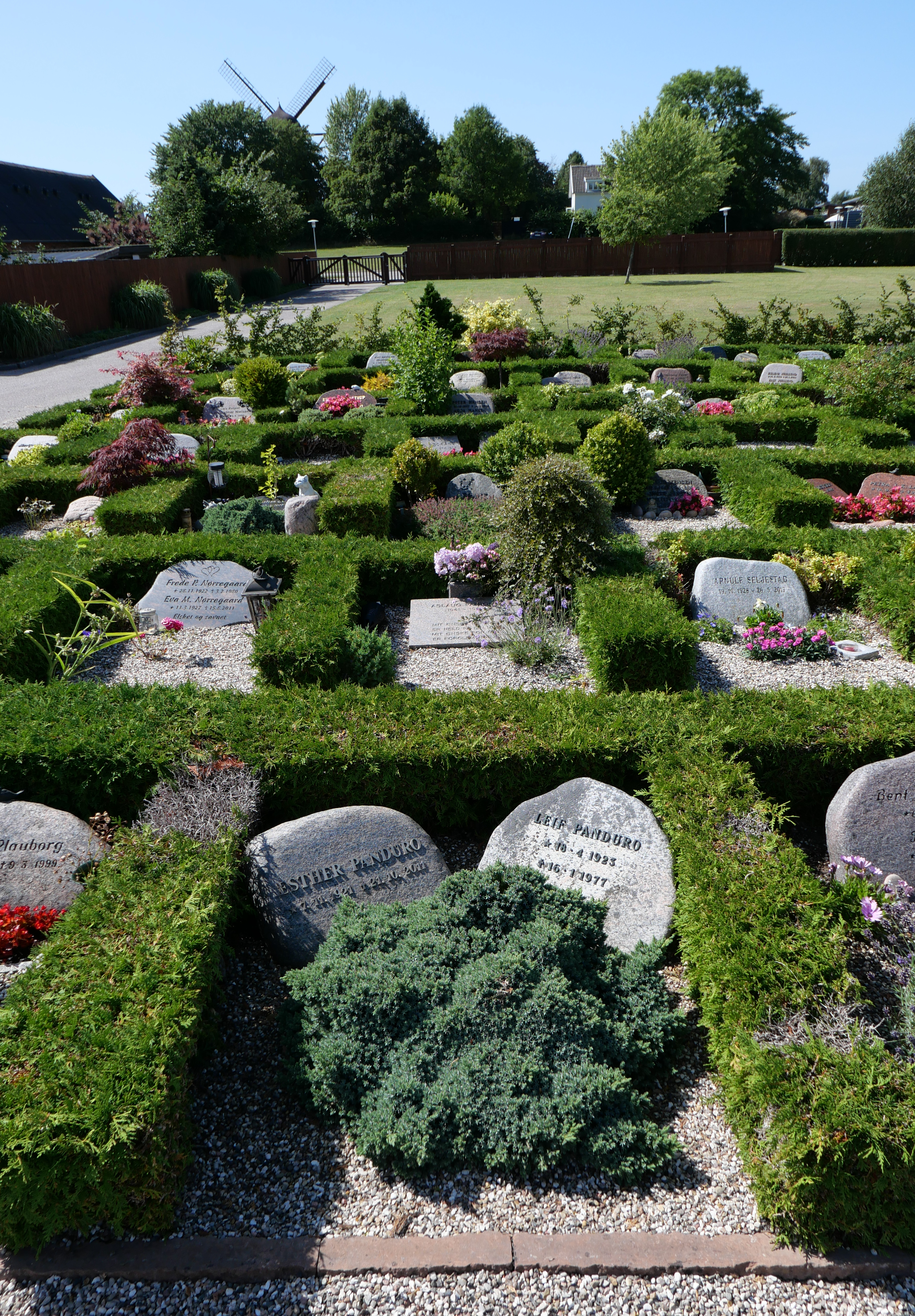
Grób Panduro i jego żony Estery, z domu Larsen (1921-2011), na cmentarzu w Melby

Jego rodzice rozstali się wkrótce po urodzeniu. Zanim przeprowadził się do domu ciotki mieszkał w domu dziecka. Podczas niemieckiej okupacji Danii popierał ruch oporu, jego ojciec, Aage Petersen, sympatyzował z nazistami i zginął w 1944 r. Sam Panduro został ranny w maju 1945 r. W 1947 ukończył szkoły dentystyczną. Po ślubie z Esther Larsen, którą poznał w trakcie nauki, przenieśli się do Szwecji, gdzie praktykował stomatologię w Borås i Osby, aż do powrotu do Danii. W latach 1956–1962 pracował jako dentysta szkolny w Esbjerg.
W 1957 opublikował swoją pierwszą powieść, "Av, min guldtand" ("Start, mój złoty ząb"), będącą ironicznym i chwilami komicznym opisem małomiasteczkowego życia, opartą w znacznym stopniu na osobistym doświadczeniu. To samo dotyczyło jego drugiej powieści, "Rend mig i traditionerne" ("Dorzuć mnie do tradycji") z 1958, będącą studiami nad uczniem i kryzysem wieku dojrzewania. Powieść "De uanstaendige" ("Nieprzyzwoite") z 1960 była krytycznym rozrachunkiem z duńską klasą średnią podczas niemieckiej okupacji. Duża część jego twórczości ma charakter moralistyczny i jest skierowana przeciw konsumpcyjnemu stylowi życia mieszczan. Najambitniejszą jego powieścią jest "Øgledage" ("Jaszczurcze dni") z 1961, wykorzystująca wytworną, modernistyczną metodę narracyjną. Tytułowe jaszczury oznaczają tych, którzy protestują przeciwko znieczulającym konwencjom życia codziennego. Konflikt między instynktowymi energiami a wymogami dostosowywania się stał się głównym tematem kilku jego powieści z lat 60: "Fern fra Danmark" ("Daleko od Danii", 1963), "Fejltagelsen" ("Błąd", 1964) i "Den gale mand" ("Zwariowany człowiek", 1965). W powieściach tych Panduro nie widzi możliwości łatwego rozwiązania tych antagonizmów, i załamanie jego głównych bohaterów potwierdza represyjną naturę nawet pozornie idyllicznego społeczeństwa jak duńskie. Inne jego powieści to "Inny świat Daniela" (1970, wyd. pol. 1973), "Okna" (1977, wyd. pol. 1980). Napisał również wiele scenariuszy dla radia, telewizji i filmu oraz dramatów i słuchowisk w konwencji teatru absurdu (m.in. "Kufferten" ("Walizka") z 1962), stając się jednym z czołowych skandynawskich dramaturgów z lat 70. dzięki pracom takim jak "Farvel, Thomas" ("Żegnaj, Thomas", 1968) i "I Adams verden" ("W świecie Adama", 1973). Polski przekład jego opowiadań ukazał się w 1976 w antologiach "Anegdoty losu" i "Buty są ważne".